# Alexei Wassiljewitsch Sukletin
Alexei Wassiljewitsch Sukletin (russisch Алексей Васильевич Суклетин; * 13. März 1943 in Kasan, Sowjetunion; † 29. Juli 1987 ebenda) war ein sowjetischer Serienmörder, Vergewaltiger und Kannibale. Zwischen 1979 und 1985 ermordete er zusammen mit seinen Komplizen Madina Schakirowa und Anatoly Nikitin sieben Mädchen und junge Frauen in Tatarstan.

## Lebenslauf

### Frühe Jahre und erste Verbrechen
Alexei Wassiljewitsch Sukletin wurde am 13. März 1943 in Kasan geboren. Seine Mutter war Krankenschwester in einem Militärkrankenhaus. Über seinen Vater ist nichts bekannt. Sukletin begann als Jugendlicher zu trinken und wurde bald Alkoholiker.
Sein erstes Verbrechen beging er mit 16 Jahren im Februar 1960, als er eine Frau angriff, ihr auf den Kopf schlug und versuchte, sie zu vergewaltigen. Dafür wurde er zu zwei Jahren Gefängnis verurteilt.
Um Geld für Alkohol zu beschaffen, beschlossen Sukletin und zwei Komplizen 1964, eine ältere Nachbarin auszurauben. Sie gaben sich als Hausmeister aus, drangen in die Wohnung der alten Dame ein, schlugen ihr mit einem stumpfen Gegenstand auf den Kopf und stahlen 80 Rubel. Die alte Dame überlebte und rief die Polizei. Wenige Stunden später wurden Sukletin und seine Komplizen festgenommen. Sukletin wurde zu zwölf Jahren Haft verurteilt, in denen er als Spitzel für die Gefängnisleitung arbeitete und Verstöße seiner Mitgefangenen meldete. Außerdem las er viel und nutzte später seine Belesenheit, um Frauen zu beeindrucken.
Er wurde 1976 entlassen und zog in die Kleinstadt Wassiljewo. Dort arbeitete er als Wachmann in der Datschensiedlung Kajenlykund und lernte Madina Schakirowa kennen. Mit Sukletins Freund Rinat Wolkow gründeten sie eine Erpresserbande, die folgendermaßen vorging: Sukletin schickte Schakirowa ins etwa 40 Kilometer entfernte Kasan. Spät am Abend rief sie dort ein Taxi für die Heimfahrt und bat den Taxifahrer, bei ihr zu übernachten. Kurz darauf stürmten Sukletin und Wolkow in der Rolle von Schakirowas „eifersüchtigen Ehemann und Bruder“ herein, verprügelten den Fahrer und verlangten 200 Rubel.

### Morde
Im November 1979 beging der 36-jährige Sukletin den ersten Mord. Er lockte die 22-jährige Jekaterina in sein Haus und stellte die anwesende Schakirowa als seine Schwester vor. Sie feierten eine Party und schließlich zogen sich Sukletin und Jekaterina ins Schlafzimmer zurück, wo Sukletin Jekaterina erschlug und ihr die Kehle durchschnitt. Sukletin und Schakirowa aßen von Jekaterinas Fleisch. Schakirowa  versuchte sich von Sukletin zu trennen, aber dieser drohte, sie zu ermorden und ebenfalls zu verspeisen.
Im Januar 1980 trafen Sukletin und Schakirowa zwei junge Mädchen an einem Bahnhof und luden sie ein, mit ihnen Neujahr zu feiern. In der Nacht ermordete und kannibalisierte Sukletin eine der beiden Frauen, die 22-jährige Tatiana. Die andere ermordete er nicht, weil sie ihm zu mager erschien. Als sie aufwachte, erzählte ihr Sukletin, dass ihre Kameradin sehr früh am Morgen nach Kasan gefahren sei.
Sukletins drittes Opfer war die etwa 15-jährige Rezeda, die er unter dem Vorwand, ihr beim Lernen helfen zu wollen, auf seine Datscha lockte. Er vergewaltigte sie und ermordete sie mit zwei Hammerschlägen auf den Kopf. Das sterbende Opfer flehte Shakirova um Hilfe an, die aber nicht eingriff.
Danach lockte Sukletin die 22-jährige Nadezhda in sein Haus. Er wollte mit Nadezhda zusammen leben und sie seiner Mutter in Selenodolsk vorstellen, ermordete sie aber stattdessen. Natalia, eine 19-jährige Kollegin von Nadezhda, war das fünfte Opfer. Das Paar versteckte die menschlichen Überreste seiner Opfer bei einem Wasserturm. Einmal verlangte Sukletin von Schakirowa, einen Säugling zu entführen, was sie aber ablehnte.
Sukletins jüngstes Opfer war die elfjährige Walentina, die er an einer Haltestelle traf. Er gab sich als entfernter Onkel aus, lockte sie in sein Haus, vergewaltigte und ermordete sie. Madina Schakirowa versuchte, das Kind zu retten, wurde aber von Sukletin verprügelt, woraufhin sie aus seinem Haus floh.
Als Ersatz nahm Sukletin Kontakt zu der 23-jährigen Lidija auf, die zusammen mit ihrem Verwandten Anatoli Nikitin häufig zu Sukletin kam, um Partys zu feiern. Lidija weigerte sich jedoch, Komplizin bei einem Mord zu werden und drohte, die Polizei zu informieren. Am 12. März 1985 wurde sie von Sukletin und Nikitin vergewaltigt und getötet, ihr Fleisch wurde gegessen und ihre Kleidung verbrannt. Lidija war das siebte und letzte Opfer von Sukletin. Am 18. März 1985 kehrte Schakirowa zu Sukletin zurück.

### Verhaftung, Prozess und Urteil
Sukletin prahlte vor seinem Zechkumpan Gennadi Uglow mit dem Mord an Lidija und zeigte den Kopf der Leiche. Uglow ging zur Polizei und meldete den Vorfall. Die Beamten glaubten ihm zunächst nicht, fanden dann aber in Sukletins Haus vier Taschen mit menschlichen Knochen. Im Juni 1985 wurden Sukletin, Schakirowa und Nikitin verhaftet.
Am 14. April 1986 wurde Alexei Sukletin zur zum Tode verurteilt. Schakirowa und Nikitin erhielten jeweils 15 Jahre Haft. Rinat Wolkow, der an den Erpressungen beteiligt war, erhielt sieben Jahre. Alexei Sukletin wurde am 29. Juli 1987 erschossen.